# 小泉喜美子
小泉 喜美子（こいずみ きみこ、1934年2月2日 - 1985年11月7日）は、日本の推理作家、翻訳家。旧姓・杉山。

## 経歴
東京都築地生まれ。
東京都立三田高等学校卒業後、英語力を活かしてジャパンタイムズに勤務。田村隆一の下訳を手がけ、早川書房に出入りし、当時同社の編集者（『ミステリマガジン』編集部）だった1歳上の小泉太郎（生島治郎）と知り合い、交際を経て25歳で結婚した。同年（1959年）には「我が盲目の君」を第1回EQMM短篇コンテストに応募し、準佳作に入選する。
職場で大量の原稿を読み、かつ帰宅後は自らの原稿を書かなければならなかった生島から「家の中で原稿を書かれると自分（生島）の神経が参ってしまう」という理由により原稿の執筆を禁じられていたが、約束を破って『弁護側の証人』を書き上げ、『オール讀物』ミステリ新人賞に応募したところ、入選は逸したものの選考委員の一人高木彬光の激賞により文藝春秋から単行本となった。
1972年に生島と離婚し、翌年に『ダイナマイト円舞曲』で再デビューしアーウィン・ショーなど重要な文学作品の翻訳のほか、ミステリなどで活躍した。その後も生島とは良き友人だったが、生島の再婚相手である韓国女性に関して差別発言があったために絶交される。
生島と別れた後に内藤陳と結ばれたが、やはり破局を迎えた。
1985年、酒に酔って新宿の酒場の階段から足を踏み外して転落し、脳挫傷を負って意識が戻らぬまま外傷性硬膜下血腫で他界した。享年51。

## 著作リスト

### 単著

#### 小説
- 『弁護側の証人』（文藝春秋新社、ポケット文春） 1963年、のち集英社文庫 1978年4月、のち出版芸術社、ミステリ名作館 1993年11月、のち集英社文庫 2009年4月

出版芸術社版には短編「深い水」を併録。
- 『ダイナマイト円舞曲』（光文社、カッパ・ノベルス） 1973年、のち集英社文庫 1980年12月
- 『月下の蘭』（双葉社 ）1979年10月、のち徳間文庫 1985年7月
- 『またたかない星』（集英社文庫、コバルトシリーズ） 1979年10月
- 『痛みかたみ妬み』（双葉社） 1980年6月
- 『殺人はお好き?』（徳間文庫） 1981年1月、のち宝島社文庫 2017年2月
- 『幻想マーマレード』（太陽企画出版、サンノベルズ） 1981年5月
- 『血の季節』（早川書房） 1982年2月、のち文春文庫 1986年5月、のち宝島社文庫 2016年8月
- 『女は帯も謎もとく』（徳間書店、トクマ・ノベルズ） 1982年2月、のち光文社文庫 2018年6月
- 『殺人はちょっと面倒』（中央公論社、C★NOVELS） 1982年11月
- 『暗いクラブで逢おう』（徳間文庫） 1984年5月
- 『殺人は女の仕事』（青樹社、ビッグブックス） 1984年8月、のち光文社文庫 2019年1月
- 『ミステリー作家の休日』（青樹社、ビッグブックス） 1985年3月、のち光文社文庫 2019年9月
- 『男は夢の中で死ね』（光文社文庫）1985年5月
- 『死だけが私の贈り物』（徳間書店） 1985年12月、のち徳間文庫<トクマの特選!> 2021年11月

徳間文庫版には原型となった同題の中編「死だけが私の贈り物」を併録。
- 『殺さずにはいられない』（青樹社、ビッグブックス） 1986年6月
- 『時の過ぎゆくままに』（講談社） 1986年10月、のち講談社文庫 1990年1月
- 『太陽ぎらい』（出版芸術社、ふしぎ文学館） 2005年9月
- 『痛みかたみ妬み 小泉喜美子傑作短篇集』（中公文庫） 2017年3月
- 『殺さずにはいられない 小泉喜美子傑作短篇集』(中公文庫） 2017年8月
- 『月下の蘭 / 殺人はちょっと面倒』 (日下三蔵編、創元推理文庫） 2018年2月

『月下の蘭』『殺人はちょっと面倒』の合本。
- 『ミステリー作家は二度死ぬ』（光文社文庫） 2020年5月

#### エッセイ
- 『ミステリーは私の香水』（文化出版局） 1980年11月、のち文春文庫 1985年7月
- 『やさしく殺して ミステリーから歌舞伎へ』（鎌倉書房）1982年10月
- 『メイン・ディッシュはミステリー』（新潮文庫）1984年1月
- 『ミステリー歳時記』（晶文社）1985年11月
- 『歌舞伎は花ざかり』（駸々堂出版）1985年12月
- 『ブルネットに銀の簪』（早川書房）1986年6月

### 共著
- 『歌舞伎輪講』（戸板康二, フランシス・コナー、小学館創造選書）1980年  - 鼎談

### 翻訳
- 『何がサミイを走らせるのか?』（バッド・シュールバーグ、新書館） 1975年
- 『死者の舞踏場』（トニイ・ヒラーマン、ハヤカワ・ノヴェルズ） 1975年、のち早川書房、ミステリアス・プレス文庫 1995年
- 『時の娘』（ジョセフィン・テイ、ハヤカワ・ポケット・ミステリ） 1975年、のちハヤカワ・ミステリ文庫 1977年
- 『ミスター・グッドバーを探して』（ジュディス・ロスナー、ハヤカワ・ノヴェルズ） 1975年、のちハヤカワ文庫NV） 1979年
- 『刑事コロンボ26 毒のある花』（W・リンク, R・レビンソン、二見書房、サラ・ブックス） 1976年
- 『砂の館』（シェリィ・ウォルターズ、角川文庫） 1976年
- 『ならず者の鷲』（ジェイムズ・マクルーア、ハヤカワ・ノヴェルズ） 1979年
- 『ビザンチウムの夜』（アーウィン・ショー、ハヤカワ・ノヴェルズ） 1979年、のちハヤカワ文庫NV 1984年
- 『小さな土曜日』（アーウィン・ショー、ハヤカワ・ノヴェルズ） 1979年、のちハヤカワ文庫NV 1985年
- 『九月の滑走路』（ドミニ・ワイルズ、光文社、カッパ・ノベルス） 1980年、のち光文社文庫 1987年
- 『さらば甘き口づけ』（ジェイムズ・クラムリー、ハヤカワ・ノヴェルズ） 1980年、のちハヤカワ・ミステリ文庫 1988年
- 『人形の夜』（マーシァ・ミュラー、講談社文庫） 1980年
- 『ファーザーズ・ディ』（キャサリン・ブラディ、双葉社） 1981年
- 『アビーおばさんのアメリカ式人生相談』（アビゲイル・ヴァン・ビューレン、TBSブリタニカ） 1982年
- 『第三の眼』（ケイ・ノルティ・スミス、ハヤカワ・ノヴェルズ） 1983年、のちハヤカワ・ミステリ文庫 1994年
- 『ドキドキ! いかにして想いを打ち明けるか』（デリア・エフロン、晶文社） 1983年
- 『秘密捜査』（ジェイムズ・エルロイ、ハヤカワ・ミステリ文庫） 1984年
- 『ベイ・シティ・ブルース』（レイモンド・チャンドラー、河出書房新社、アメリカン・ハードボイルド） 1984年、のち河出文庫 1988年
- 『荒野の絞首人』（ルース・レンデル、角川文庫） 1985年
- 『絵に描いた悪魔』（ルース・レンデル、角川文庫） 1986年
- 『とても私的な犯罪』（エリザベス・アイアンサイド、ハヤカワ・ミステリ文庫） 1986年

### P・D・ジェイムズ
- 『女には向かない職業』（P・D・ジェイムズ、ハヤカワ・ポケット・ミステリ） 1975年、のちハヤカワ・ミステリ文庫 1987年
- 『黒い塔』（P・D・ジェイムズ、ハヤカワ・ポケット・ミステリ） 1976年、のちハヤカワ・ミステリ文庫 1994年
- 『皮膚の下の頭蓋骨』（P・D・ジェイムズ、ハヤカワ・ポケット・ミステリ） 1983年、のちハヤカワ・ミステリ文庫 1987年

### クレイグ・ライス
- 『大はずれ殺人事件』（クレイグ・ライス ハヤカワ・ミステリ文庫） 1977年
- 『大あたり殺人事件』（クレイグ・ライス ハヤカワ・ミステリ文庫） 1977年
- 『幸運な死体』（クレイグ・ライス ハヤカワ・ミステリ文庫） 1982年
- 『素晴らしき犯罪』（クレイグ・ライス ハヤカワ・ミステリ文庫） 1982年